# Sainte-Reine-de-Bretagne
Sainte-Reine-de-Bretagne è un comune francese di 2 066 abitanti situato nel dipartimento della Loira Atlantica nella regione dei Paesi della Loira.

## Società

### Evoluzione demografica
Abitanti censiti